# Teratologija
Teratologija je istraživanje abnormalnosti fiziološkog razvoja. Ova nauka obuhvata istraživanje ljudskih malformacija. Teratologija isto tako obuhvata razvojne stadijume koji nisu vezani za porođaj, poput puberteta. Ona se osim ljudi bavi i drugim životnim formama, uključujući biljke. Noviji termin razvojna toksičnost obuhvata sve manifestacije abnormalnog razvoja, kao što su retardacija rasta ili zaostali mentalni razvoj bez strukturnih malformacija.

## Teratogeni agensi
Teratogeni agensi se mogu podeliti u dve kategorije po njihovoj etiologiji, na genetičke i agense iz životne sredine. Svaka od ovih kategorija koristi različite patološke procese koji mogu da proizvedu embriopatologiju.

### Genetički teratogeni agensi
Oko 20-25% ljudskih malformacija koje se jave u prvoj godini života su uzrokovane genetičkim agensima. Urođeni defekti uzrokovani ovim teratogenim agensima obuhvataju opseg patoloških procesa koji su određeni pre začetka, prisustvom nasleđenih ili novo stečenih genetičkih abnormalnosti. Neki od uzročnih mehanizama tih procesa su: deficijencija gena, abnormalnost gena, hromozomsko preuređivanje, hromozomsko brisanje i višak hromozoma. Mada faktori životne sredine mogu da doprinesu razvoju genetički abnormalnog embriona, genetičke abnormalnosti su glavni činioci patoloških procesa.

### Teratogeni agensi iz životne sredine
Približno 10% ljudskih malformacija koje se jave tokom prve godine života su uzrokovane agensima životne sredine, koji imaju nekoliko zajedničkih karakteristika.
- Senzitivnost etape - Postoje tri etape ljudskog embrionskog razvoja: oplođavanje & implantacija, organogeneza i fetalni period. Podložnost embriona, kao i stupanj nepoželjnog dejstva uzrokovanog agensom, zavise od etape u kojoj je došlo do izlaganja.
- Odnosi doze i odgovora - Postoji kvantitativna korelacija između magnitude embriopatskih dejstava i doze teratogenog agensa. Što je viša doza, to su ozbiljnije posledice.
- Efekti praga osetljivosti - Odnosi se na nivo izlaganja ispod kog pojava malformacija ili smrtnost nisu statistički veći od kontrolnog uzorka.
- Genetička varijabilnost - Razlike u materičnom transportu, metabolizmu, apsorpciji i distribuciji agensa u slučaju sisara se moraju uzeti u obzir pri vršenju ekstrapolacija između vrsta.
- Infekcije – Doza i vreme izlaganja se ne mogu demonstrirati za replikacione teratogene agense.

Širok opseg različitih hemikalija i faktora životne sredine su bilo mogući ili poznati teratogeni kod ljudi i životinja.

## Spoljašnje veze
- Teratološko udruženje
- Evropsko teratološko udruženje Архивирано на веб-сајту  (5. април 2010)